# Valī Moḩammad
Valī Moḩammad (persiska: ولی محمّد, دَلی مُحَمَّد) är en ort i Iran.   Den ligger i provinsen Hamadan, i den nordvästra delen av landet, 280 km väster om huvudstaden Teheran. Valī Moḩammad ligger 2 064 meter över havet och antalet invånare är 563.
Terrängen runt Valī Moḩammad är kuperad åt sydväst, men åt nordost är den platt. Runt Valī Moḩammad är det ganska tätbefolkat, med 75 invånare per kvadratkilometer. Närmaste större samhälle är Ḩeşār-e Gowjeh Bāghī, 18,9 km nordost om Valī Moḩammad. Trakten runt Valī Moḩammad består i huvudsak av gräsmarker.